# 徐公岛
徐公岛，位于中华人民共和国浙江省东北部嵊泗列岛中的一座无人小岛，隶属于浙江省嵊泗县菜园镇管辖。徐公岛地处泗礁山岛西南13.4千米，呈钩形，长2千米，最宽处1.2千米，海岸线长8.45千米，陆地面积1.254平方千米，最高点大旗岗顶，海拔151.1米。徐公岛原有约150户的定居居民，20世纪90年代，村民陆续迁居泗礁山岛上的菜园镇关岙村委会徐公新村。2004年，新加坡奥德曼房产资源有限公司计划投资4亿元对徐公岛进行整体旅游项目开发，使徐公岛成为中国首个由外商对岛屿进行整体开发的项目。然而项目自2015年起基本停工，目前仍未有新的进展。